# Cecilia Parker
Cecilia Parker est une actrice américaine d'origine canadienne, née le 26 avril 1914 à Fort William, aujourd'hui Thunder Bay en Ontario (Canada), et morte le 25 juillet 1993 à  Ventura, en Californie.

## Filmographie partielle
- 1933 : Les Cavaliers du destin (Riders of Destiny), de Robert N. Bradbury
- 1934 : Le Voile des illusions (The Painted Veil), de Richard Boleslawski
- 1934 : La Grande-Duchesse et le Garçon d'étage (Here Is My Heart) de Frank Tuttle
- 1935 : La Fiesta de Santa Barbara, de Louis Lewyn (court-métrage)
- 1935 : La Fugue de Mariette (Naughty Marietta), de Robert Z. Leonard et W. S. Van Dyke
- 1935 : Impétueuse Jeunesse (Ah, Wilderness!) de Clarence Brown
- 1937 : Secrets de famille (A Family Affair) de George B. Seitz
- 1937 : Hollywood Cowboy d'Ewing Scott et George Sherman
- 1938 : L'Amour frappe André Hardy (Love Finds Andy Hardy), de George B. Seitz
- 1939 : André Hardy millionnaire (The Hardys Ride High) de George B. Seitz
- 1939 : André Hardy s'enflamme (Andy Hardy Gets Spring Fever) de W. S. Van Dyke
- 1939 : André Hardy détective (Judge Hardy and Son) de George B. Seitz
- 1940 : André Hardy va dans le monde (Andy Hardy Meets Debutante), de George B. Seitz
- 1942 : André Hardy fait sa cour (The Courtship of Andy Hardy) de George B. Seitz
- 1942 : La Double Vie d'André Hardy (Andy Hardy's Double Life) de George B. Seitz
- 1942 : Grand Central Murder, de S. Sylvan Simon
- 1942 : Sept Amoureuses (Seven Sweethearts), de Frank Borzage
- 1958 : Le Retour d'André Hardy (Andy Hardy Comes Home) de Howard W. Koch